# Sybra longicollis
Sybra longicollis là một loài bọ cánh cứng trong họ Cerambycidae.